# Claire Bouanich
Claire Bouanich (* 12. Juli 1994 in  Les Lilas, Département Seine-Saint-Denis) ist eine französische Schauspielerin.

## Leben
Bouanich ist die Tochter des Schauspielers und Synchronsprechers Jacques Bouanich. Ihr älterer Bruder Julien Bouanich ist ebenfalls Schauspieler. Bouanich wurde bei einem Casting als Hauptdarstellerin für den 2002 gedrehten Film Der Schmetterling entdeckt. Hier spielte sie an der Seite von Michel Serrault. Es folgten Arbeiten als Synchronsprecherin – in Pride – Das Gesetz der Savanne lieh sie der jungen Löwin Suki ihre Stimme – und in Fernsehfilmen. Im Jahr 2009 spielte sie unter der Regie von Fanny Ardant in Asche und Blut und war seither hauptsächlich in Fernsehnebenrollen zu sehen.

## Filmografie
- 2002: Der Schmetterling (Le papillon)
- 2005: La maison de Nina
- 2006: Der Liter Milch (Le litre de lait) (Kurzfilm)
- 2006: Le prestige de la mort
- 2007: La promeneuse d’oiseaux (TV)
- 2007: Big City
- 2009: Asche und Blut (Cendres et sang)
- 2011: On the Run (La proie)
- 2011: Le monde à ses pieds (TV)
- 2013: 3 Femmes en colère (TV)
- 2014: Dreimal Manon (Trois fois Manon) (TV-Mehrteiler)
- 2022: Die Rumba-Therapie (Rumba la vie)